# Yasuj
Yasuj (farsi ياسوج) è il capoluogo della provincia di Kohgiluyeh e Buyer Ahmad. Si trova a un'altitudine di 2.004 m s.l.m. sui monti Zagros. Aveva, nel 2006, 96.786 abitanti, la popolazione parla prevalentemente il luri.

## Storia
A nord-est di Yasuj c'è il passo delle Porte persiane, oggi Darvazeh-ye Fars, al confine tra la provincia di Fars e quella di Kohgiluyeh e Buyer Ahmad dove Alessandro Magno, nella sua avanzata verso Persepoli, sconfisse i persiani capeggiati dal satrapo Ariobarzanes (inverno 331-330 a.C.).
Yasuj ha lontane origini e ci sono segni di occupazione del territorio che risalgono all'età del bronzo. Molti reperti: monete, statue, ceramiche e oggetti di bronzo, provenienti da locali siti archeologici, sono esposti al Museo di Yasuj, aperto nel 2002.